# It's My Life (Bon Jovi)
It's My Life è una canzone dei Bon Jovi, scritta da Jon Bon Jovi, Richie Sambora e Max Martin. È stata estratta come primo singolo dal settimo album in studio del gruppo, Crush, nel maggio del 2000. Tra i brani più celebri della band, raggiunse il primo posto di diverse classifiche e ottenne enorme popolarità soprattutto in Europa, anche se si piazzò solamente alla posizione numero 33 della Billboard Hot 100 negli Stati Uniti. La canzone ebbe il merito di introdurre i Bon Jovi a una nuova generazione di fan più giovani.
Nel 2003, il singolo è stato ripubblicato in versione acustica, insieme a Wanted Dead or Alive, per promuovere il disco This Left Feels Right.
Nel 2009, la canzone è invece apparsa nell'episodio Vitamina D della serie televisiva Glee, durante il quale è stata eseguita dal cast in mash-up con Confessions Part II di Usher. Questa versione ha raggiunto la posizione numero 30 della Billboard Hot 100 quello stesso anno, ottenendo dunque un risultato migliore del singolo originale nella classifica statunitense.
Nel novembre 2024 Pitbull e Bon Jovi rilasciano una nuova versione del brano intitolata Now or Never.

## Descrizione
La canzone incorpora diversi elementi classici della musica dei Bon Jovi, come l'uso del talk box da parte di Richie Sambora e il riferimento ai due personaggi Tommy e Gina nel verso "for Tommy and Gina, who never backed down" ("per Tommy e Gina, che non hanno mai mollato"), tutti già apparsi nel famoso singolo Livin' on a Prayer del 1986.
Nel testo sono inoltre da segnalare il riferimento a Frank Sinatra, ai tempi morto da poco, e al suo celebre brano My Way nel verso "My heart is like an open highway, like Frankie said 'i did it My Way'" (lett. "il mio cuore è come un'autostrada aperta, come ha detto Frankie l'ho condotta a modo mio").
Parlando della canzone, Jon Bon Jovi ha detto:
La canzone è stata nominata ai Grammy Awards 2001 per la Miglior performance rock di un duo o un gruppo, ma ha perso in favore di Beautiful Day degli U2.

## Promozione
Da quando è stata pubblicata, It's My Life è diventata un punto fermo in ogni concerto dei Bon Jovi, venendo inserita regolarmente in tutte le scalette dei vari tour successivi all'uscita del brano. Si tratta per cui di uno dei pochi brani del periodo 2000-2005 suonato più volte dal gruppo nel corso degli anni. Esibizioni dal vivo della canzone sono presenti nei DVD The Crush Tour, Lost Highway: The Concert e Live at Madison Square Garden, oltre che nell'album live One Wild Night Live 1985-2001.
I Bon Jovi hanno suonato il brano al Madison Square Garden il 20 ottobre 2001, durante lo speciale Concerto per New York City in favore delle vittime degli attentati dell'11 settembre.
Il gruppo ha inoltre eseguito la canzone durante la cerimonia inaugurale della stagione NFL 2002.

## Video musicale
Il video musicale della canzone è stato diretto da Wayne Isham e vede la partecipazione degli attori Will Estes e Shiri Appleby, rispettivamente nei ruoli di Tommy e Gina. Il video inizia mostrando lo stesso Tommy che guarda in streaming sul suo computer un concerto dei Bon Jovi, quando sua madre gli chiede di andare a buttare la spazzatura. Improvvisamente chiama Gina, presente al concerto dei Bon Jovi, e invita Tommy a recarsi lì entro cinque minuti. Quest'ultimo si precipita dunque fuori di casa e, dopo aver obbedientemente buttato la spazzatura per la madre, comincia a correre per le strade di Los Angeles attraverso alcune "mosse" di parkour nel tentativo di arrivare in tempo al concerto. Durante il tragitto, Tommy incontra numerosi ostacoli: viene inseguito da dei cani, irrompe in una maratona, e finisce per buttarsi anche giù da un ponte. Diverse scene del video sono ispirate dal film Lola corre del 1998.
Jon Bon Jovi incontrò Will Estes sul set del film U-571 e lo scelse personalmente per il ruolo di protagonista del video.
Il videoclip di It's My Life è stato premiato da VH1 come Miglior video dell'anno nel 2000.
Il video ha ottenuto la certificazione Vevo.

## Formazione

### Bon Jovi
- Jon Bon Jovi - voce
- Richie Sambora - chitarra, talkbox, cori
- David Bryan - tastiere, cori
- Tico Torres - batteria

### Altri musicisti
- Hugh McDonald - basso

## Tracce
Versione tedesca Pt. 1 (562754)
1. It's My Life – 3:46
2. Hush (Demo) – 3:48
3. You Can't Lose at Love (Demo) – 4:44
4. Someday I'll Be Saturday Night (Enhanced Video Live)

Versione britannica Pt. 1 (562752)
1. It's My Life – 3:46
2. Hush(Demo) – 3:48
3. You Can't Lose at Love (Demo) – 4:44

Versione australiana (562756)
1. It's My Life – 3:46
2. Hush (Demo version) – 3:48
3. You Can't Lose at Love (Demo version) – 4:44
4. I Don't Want to Live Forever (Demo version) – 4:27
5. Someday I'll Be Saturday Night (Enhanced Video Live)

Versione tedesca Pt. 2 (562755)
1. It's My Life (Dave Bascombe Mix) –; 3:44
2. Temptation (Demo) – 3:48
3. I Don't Want to Live Forever (Demo) – 4:27
4. Livin' on a Prayer (Enhanced Video Live).

Versione britannica Pt. 2 (562768)
1. It's My Life (Dave Bascombe Mix) – 3:44
2. Temptation (Demo) – 3:48
3. I Don't Want to Live Forever (Demo) – 4:27
4. It's My Life (Enhanced Video Live)

Versione statunitense (5628017)
1. It's My Life – 3:46
2. Next 100 Years – 6:19

## Classifiche

### Classifiche settimanali
| Classifica (2000)          | Posizione massima |
| -------------------------- | ----------------- |
| Australia                  | 5                 |
| Austria                    | 1                 |
| Belgio (Fiandre)           | 1                 |
| Belgio (Vallonia)          | 6                 |
| Canada                     | 17                |
| Danimarca                  | 2                 |
| Europa                     | 1                 |
| Finlandia                  | 6                 |
| Francia                    | 14                |
| Germania                   | 2                 |
| Irlanda                    | 5                 |
| Italia                     | 1                 |
| Norvegia                   | 3                 |
| Paesi Bassi                | 1                 |
| Regno Unito                | 3                 |
| Spagna                     | 1                 |
| Stati Uniti                | 33                |
| Stati Uniti (pop)          | 14                |
| Stati Uniti (adult top 40) | 11                |
| Stati Uniti (latin pop)    | 40                |
| Stati Uniti (radio)        | 27                |
| Svezia                     | 2                 |
| Svizzera                   | 1                 |
| Classifica (2007)          | Posizione massima |
| Canada (digital)           | 73                |
| Stati Uniti (digital)      | 58                |
| Classifica (2011)          | Posizione massima |
| Ungheria                   | 6                 |

### Classifiche di fine anno
| Classifica (2000) | Posizione |
| ----------------- | --------- |
| Australia         | 24        |
| Austria           | 2         |
| Belgio (Fiandre)  | 8         |
| Belgio (Vallonia) | 19        |
| Francia           | 29        |
| Germania          | 5         |
| Italia            | 3         |
| Paesi Bassi       | 12        |
| Svezia            | 5         |
| Svizzera          | 3         |